# Writer (Carole King)
| Recensione                        | Giudizio |
| --------------------------------- | -------- |
| AllMusic                          | [ 1 ]    |
| Robert Christgau                  | B        |
| The New Rolling Stone Album Guide | [ 3 ]    |
| Ondarock                          | [ 4 ]    |
| Dizionario del Pop-Rock           | [ 5 ]    |
| 24.000 dischi                     | [ 6 ]    |

Writer è il primo album discografico solistico della cantautrice statunitense Carole King, pubblicato dall'etichetta discografica Ode Records nel maggio del 1970.
L'album si classificò all'ottantaquattresimo posto della Chart statunitense di Billboard 200.

## Tracce
Lato A
Testi e musiche di Carole King e Gerry Goffin, eccetto dove indicato.
1. Spaceship Races – 3:07
2. No Easy Way Down – 4:34
3. Child of Mine – 3:55
4. Goin' Back – 3:36
5. To Love – 3:39
6. What Have You Got to Lose – 3:58 (Toni Stern, Carole King, Gerry Goffin)

Lato B
Testi e musiche di Carole King e Gerry Goffin, eccetto dove indicato.
1. Eventually – 5:02
2. Raspberry Jam – 4:32 (Toni Stern, Carole King)
3. Can't You Be Real – 2:54
4. I Can't Hear You No More – 2:59
5. Sweet Sweetheart – 2:47
6. Up on the Roof – 3:46

Edizione CD del 2007, pubblicato dalla Epic Records (EICP 841)
Testi e musiche di Carole King e Gerry Goffin, eccetto dove indicato.
1. Spaceship Races – 3:10
2. No Easy Way Down – 4:37
3. Child of Mine – 4:06
4. Goin' Back – 3:32
5. To Love – 3:40
6. What Have You Got to Lose – 3:48 (Toni Stern, Carole King, Gerry Goffin)
7. Eventually – 5:01
8. Raspberry Jam – 4:35 (Toni Stern, Carole King)
9. Can't You Be Real – 3:01
10. I Can't Hear You No More – 2:47
11. Sweet Sweetheart – 2:49
12. Up on the Roof – 3:45
13. To Love – 3:38 – Bonus Track - Alternate Take

## Musicisti
- Carole King - voce, cori, pianoforte
- James Taylor - chitarra acustica, cori
- Danny Kortchmar - chitarra elettrica, chitarra acustica, congas
- Ralph Schuckett - organo Hammond
- John Fischbach - sintetizzatore
- Charles Larkey - basso
- Joel O'Brien - batteria, percussioni, vibrafono
- Abigale Haness, Delores Hall - cori (eccetto brano: Goin' Back)

Note aggiuntive
- John Fischbach - produttore
- Registrazioni effettuate al Crystal Sound di Los Angeles (California) nel marzo-aprile del 1970
- Andrew Berliner - ingegnere delle registrazioni
- Gerry Goffin - mixaggio
- Guy Webster - fotografia copertina album
- Tom Neuwirth - fotografie interne copertina album
- Rod Dyer e Paul Bruhwiler - design album[9]